# Hrvatska vina
Hrvatska vina imaju povijest koja datira još iz doba drevnih grčkih doseljenika i njihove proizvodnje vina na južnodalmatinskim otocima Visu, Hvaru i Korčuli prije 2500 godina. Poput drugih starih svjetskih proizvođača vina, u Hrvatskoj još uvijek preživljavaju tradicionalne sorte grožđa, savršeno prilagođene njihovim lokalnim vinskim brežuljcima. Suvremene metode proizvodnje vina preuzete su u većim vinogradima, a prihvaćene su i vinske norme EU, čime se jamči kvaliteta vina.
Trenutno u hrvatskoj ima više od 300 zemljopisno definiranih vinskih regija, i strog sustav klasifikacije kako bi se osigurala kvaliteta i porijeklo. Većina hrvatskih vina je bijela, nešto manje se proizvode crna vina, a najmanje rose vina. 2010. godine Hrvatska je bila na 30. država na svijetu po proizvodnji vina, a ukupna proizvodnja se procjenjuje na oko 50.000 tona.
Vino je popularno piće u Hrvatskoj, a mještani tradicionalno vole piti vino s lokalim specijalitetima. Vrlo često vino se razrjeđuje bilo s negaziranom ili gaziranom vodom - proizvodeći piće poznato kao gemišt (kombinacija bijelog vina i gazirane vode) i bevanda (kombinacija crnog vina i negazirane vode).

## Povijest
Kao i ostatak srednje Europe i južne Europe vinogradarstvo u današnjoj Hrvatskoj postojalo je stotinama godina prije uspona Rimskog Carstva. Nedavna istraživanja pokazuju da su Iliri koji su živjeli u Dalmaciji tijekom brončanog i željeznog doba već mogli uzgajati vinovu lozu. Međutim, pravi početak kultiviranja grožđa i proizvodnje vina u Hrvatskoj povezan je s doseljenicima starih Grka, koji su stigli na hrvatsku obalu u 5. stoljeću prije Krista. Grčki pisac Athenaeus je još prije 1800 godina pisao o visokokvalitetnom vinu proizvedenom na dalmatinskim otocima Vis, Hvaru i Korčuli. Kovanice iz tog razdoblja imaju motive vezane uz uzgoj grožđa i proizvodnju vina, pokazujući važnost vina u ekonomiji drevnih grčkih kolonija.
Pod Rimskim Carstvom, proizvodnja vina rasla je i postaje sve organiziranija. Vino se je izvozilo u druge dijelove carstva. Kako su Hrvati stigli i naselili današnji prostor naučili su ih od svojih prethodnika o proizvodnji vina, a proizvodnja vina se nastavila širiti. Tijekom srednjeg vijeka postojao je kraljevski sudski službenik pod nazivom "dobavljač kraljevskog vina", čije su odgovornosti uključivale proizvodnju i nabavu vina. Slobodni gradovi usvojili su pravne standarde za vinogradarstvo. Na primjer, statut grada i otoka Korčule 1214. godine sadrži stroga pravila koja štite vinograde. Svećenici i redovnici nastavili su proizvodnju vina u 15. stoljeću. Tada su turske vlasti stigle u jugoistočnu Europu i nametnule stroge zakone protiv alkohola kao dio novog islamskog zakona. Srećom, Osmansko carstvo bilo je tolerantno prema kršćanstvu, svećenicima i redovnicima bilo je dopušteno nastaviti proizvoditi vino kako bi se osigurala služba Crkve.
U 18. stoljeću, velika većina današnje hrvatske bila je pod kontrolom Habsburškog carstva, gdje je proizvodnja vina cvjetala kroz 19. i 20. stoljeće. Ali povijest vina dramatično se mijenjala 1874. godine, kada se u Europi počela pojavljivati filoksera, opasna vrsta lisne uši koja napada vinovu lozu. Proizvodnja vina je pala, prvo u Francuskoj i Njemačkoj, dok su se vinogradari borili protiv najezde. Neko vrijeme hrvatski vinogradi ostali su nepromijenjeni, a izvoz vina uvelike se povećao zbog dodatne potražnje. Neke francuske tvrtke čak su posadile vinovu lozu u Hrvatskoj s ciljem širenja poslovanja u sigurnom području. No, na prijelazu u 20. stoljeća hrvatske vinove loze također su podlegle filokseru, što je dovelo do uništavanja vinograda i sloma lokalnog gospodarstva na mnogim područjima. Velik broj vinogradarskih obitelji preselio se u novi svijet, pridonoseći rastu proizvodnje vina.
Pod komunističkim sustavom Jugoslavije proizvodnja vina bila je usredotočena na velike zadruge, a glavni je cilj postao količina vina, a ne kvaliteta vina. U Domovinskom ratu početkom 90-ih godina ponovno su uništeni mnogi vinogradi i vinarije. Međutim, osamostaljenjem Hrvatske, hrvatska se vina ponovno natječu s najboljima na svjetskom tržištu.

## Vanjske poveznice
Mrežna mjesta
- Udruženje vinarstva Hrvatske gospodarske komore, službeno mrežno mjesto